# Мурманськ (аеропорт)
Аеропорт Мурманськ IATA: MMK, ICAO: ULMM — міжнародний аеропорт  федерального значення що обслуговує місто Мурманськ, Росія. Розташований за 4 км на південний захід від селища Мурмаші, за 24 км від центру міста. Аеропорт є одним з вузлових аеропортів  для авіакомпанії Nordavia.

## Приймаємі типи повітряних суден
Здатний приймати Airbus A321, Airbus A320, Airbus A319, Ил-76 (Т, ТД), Boeing 737 (200, 300, 400, 500, 800), Sukhoi Superjet 100, Boeing 757 (200), DC-9 (32, 41, 51), Fokker F27MK050, SAAB-2000, Ту-214, Ту-204, Ту-154, Ту-134, Ан-12, Ан-24 (26,30,32), Ан-72, Ан-74, Ан-148 та його модифікації, Як-42, Як-42Д, Як-40, Ил-114, Embraer ERJ-145 та інші типи ПС 3-го і 4-го класів, вертольоти всіх типів.

## Аеровокзал
На першому поверсі розташовуються стійки реєстрації, зал очікування, чиста зона та зона міжнародних ліній. На другому поверсі, є кав'ярні, зал очікування, представництва авіакомпаній і сувенірні крамниці. У чистій зоні на перших і других поверхах, розташовуються кафе і крамниці Duty-free.
Зони прильоту, знаходяться на перших поверхах у правому - «зал прильоту В» і лівому - «зал прильоту А» крилах будівлі. Є так само зал для VIP-гостей, огляд і реєстрація в якому проходить окремо від інших пасажирів.

## Авіалінії та напрямки, серпень 2019
| Авіакомпанія          | Пункт призначення                                                                |
| --------------------- | -------------------------------------------------------------------------------- |
| Aeroflot              | Москва-Шереметьєво                                                               |
| Azur Air              | Сезонний чартер: Анталія                                                         |
| Finnair               | Сезонний чартер: Гельсінкі                                                       |
| NordWind Airlines     | Сезонний чартер: Анталія                                                         |
| Pegas Fly             | Сезонний чартер: Анталія                                                         |
| Pobeda                | Москва-Внуково (з 27 жовтня 2019)                                                |
| Red Wings Airlines    | Москва-Домодєдово                                                                |
| Rossiya               | Ст. Петербург                                                                    |
| S7 Airlines           | Москва-Домодєдово, Ст. Петербург                                                 |
| Severstal Air Company | Архангельськ, Череповець                                                         |
| Smartavia             | Москва-Домодєдово, Ст. Петербург Сезонний: Анапа, Калінінград, Сімферополь, Сочі |
| Utair                 | Москва-Внуково                                                                   |

## Наземне транспортне сполучення
Від аеровокзалу до Мурманська, курсують рейсові автобуси №106 (з 6:23 до 00:30) великої і малої місткості. Кінцева зупинка автобусного маршруту - залізничний вокзал, розташований в центрі міста. Інтервали руху автобусів складають від 10 до 15 хвилин в ранковий і денний час, після 20:00 від 30 до 50 хвилин. Час в дорозі 45-50 хвилин. Є можливість замовити таксі.

## Ресурси Інтернету
- (англ.) Офіційний сайт аеропорту Мурманськ